# حمزة الدائر
حمزة الدائر ( 1 أكتوبر 2002) هو عداء مغربي متخصص في سباق 400 متر. فاز بالميداليات الذهبية في دورة ألعاب التضامن الإسلامي 2021 والألعاب الفرانكوفونية 2023 في سباق التتابع 4 × 400 متر، كما حصل على الميدالية الفضية الفردية في دورة الألعاب العربية 2023 وألعاب البحر الأبيض المتوسط 2022.

## سيرة
بدأ مسيرته في العدو كعداء سباقات 800 متر، وحصل على المركز الثاني في سباق تحت 18 عامًا في دوري الرباط الماسي لعام 2018 والمركز الثامن في الحدث الوطني في نسخة 2019 في ذلك الحدث. اكتسب أول خبرة بطولة دولية له في بطولة العرب تحت 18 سنة 2019، حيث احتل المركز الثاني في سباق 400 متر خلف محمد علي ليحصد الميدالية الفضية.
كانت أول مسابقة دولية له في دورة الألعاب البحر الأبيض المتوسط 2022 ، حيث فاز بالميدالية الفضية في سباق 400 متر خلف جواو كويلو. وفي وقت لاحق من ذلك العام، في دورة ألعاب التضامن الإسلامي 2022، فاز بأول ميدالية ذهبية له في سباق التتابع 4 × 400 متر للرجال، ليقود الفريق خلف سعد الحنطي، بالإضافة إلى الميدالية الفضية في سباق التتابع المختلط. وفي سباق 400 متر فردي، تأهل إلى النهائيات وحصل على المركز الخامس.
في دورة الألعاب العربية 2023، فاز بالميداليات الفضية في سباق 400 متر فردي وسباق التتابع 4 × 400 متر. بعد ذلك، في دورة الألعاب الفرنكوفونية 2023، فاز بميدالية فضية أخرى في سباق 400 متر، والميدالية الذهبية في سباق التتابع 4 × 400 متر.

## روابط خارجية
- حمزة الدائر على موقع الاتحاد الدولي لألعاب القوى (الإنجليزية)
- حمزة الدائر على موقع اللجنة الأولمبية المغربية (الفرنسية)